# 亨利·蘇瑟

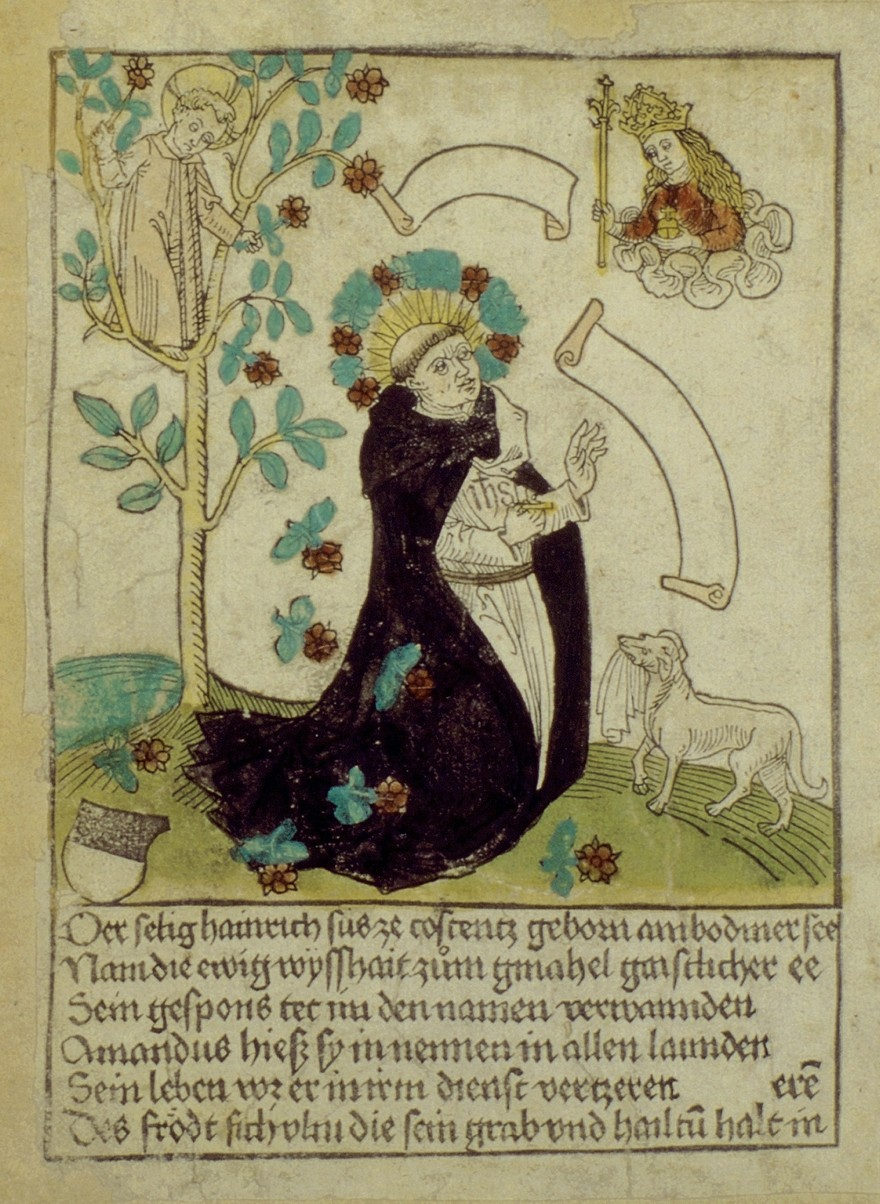

亨利·蘇瑟（德語：Heinrich Seuse；1295或1298年3月21日－1366年1月25日），生於德國君士坦斯，道明會修士、神祕主義者，與艾克哈（Eckhart）及陶勒（Tauler）並稱神祕主義三大師，認為以入世的方法積極幫助他人，是找到內心「靈魂火星」，找到上帝的唯一方法。著有《真理小冊》（Büchlein der Wahrheit）、《智慧之鐘》（Horologium Sapientiae）、《永恆智慧之書》（Das Büchlein der ewigen Weisheite）、《大書信》（Grosses Briefbuch）、《小書信》（Kleinen Briefbuch）